# Goudkeelhoningzuiger
De goudkeelhoningzuiger (Aethopyga shelleyi) is een vogelsoort uit de familie van de nectariniidae (honingzuigers).

## Verspreiding en leefgebied
De goudkeelhoningzuiger komt alleen voor in de Filipijnen.

## Ondersoorten
De goudkeelhoningzuiger is monotypisch.